# Ribes sanguineum
Ribes sanguineum es una especie de arbusto perteneciente a la familia Grossulariaceae. Es originaria de la costa occidental de Norteamérica desde Columbia Británica hasta California.

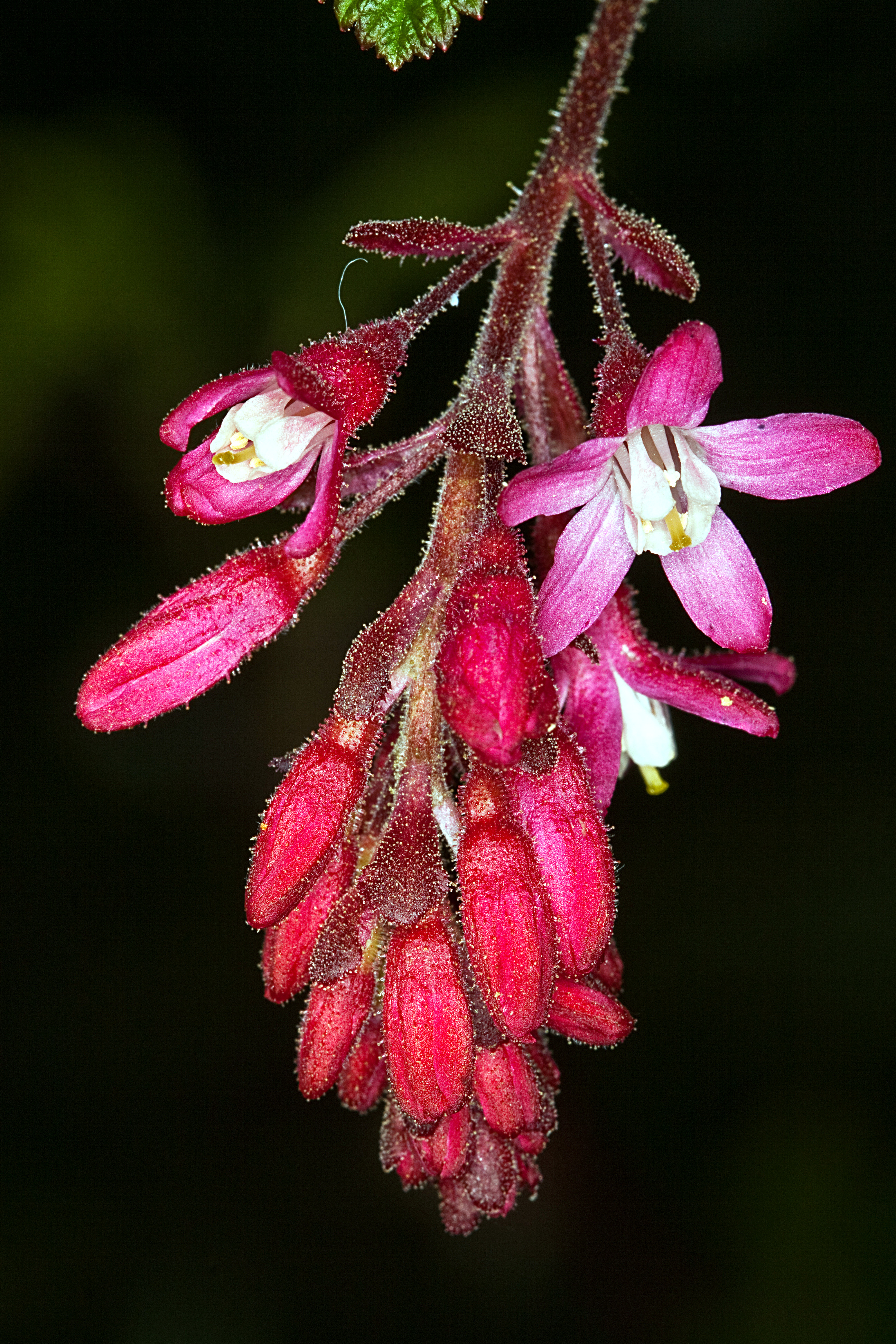
Inflorescencia

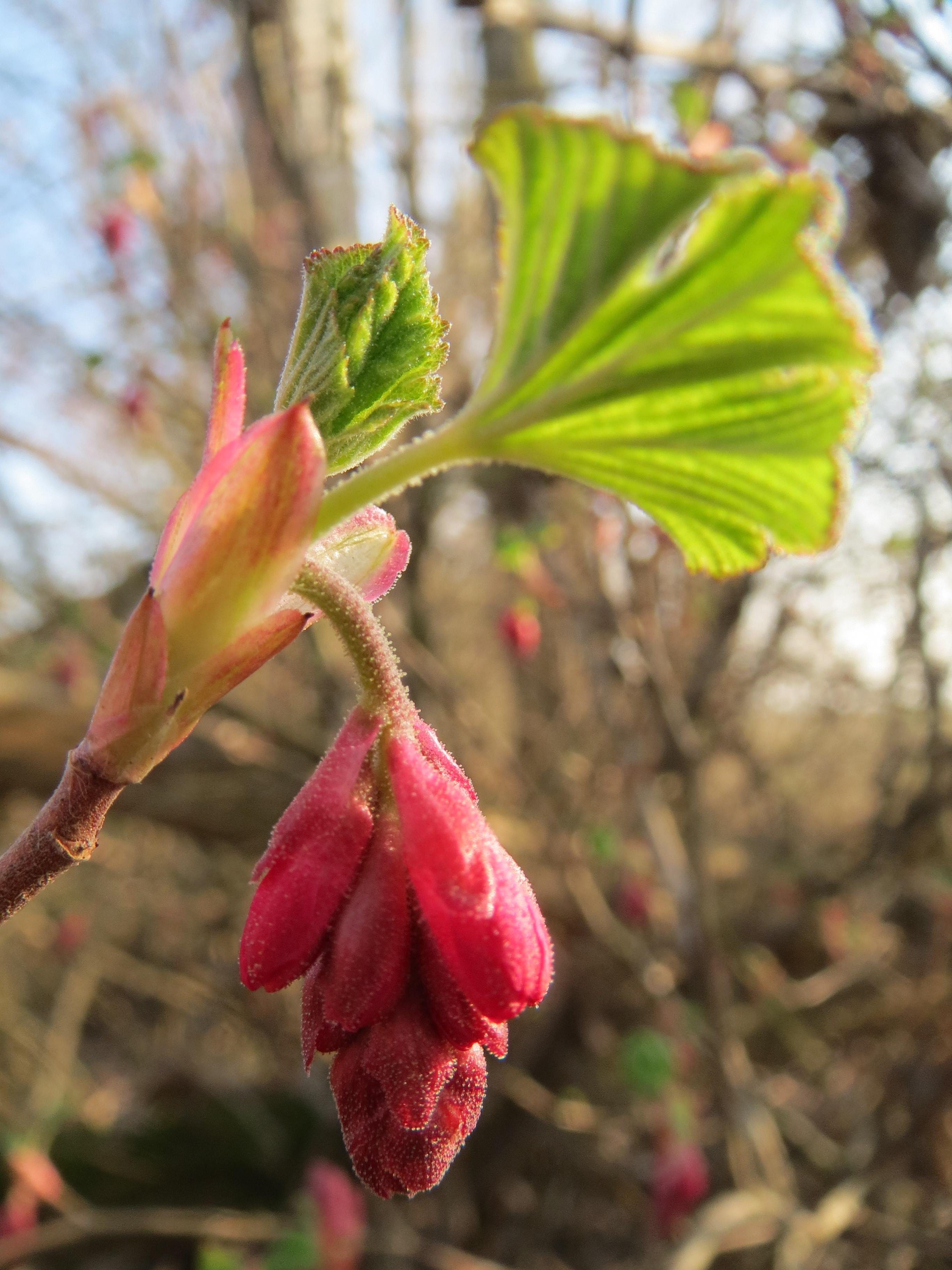
Detalle de la planta

## Descripción
Es un arbusto de hoja caduca que crece hasta los 4 m de altura. La corteza es de color pardo oscuro con prominentes lenticelas marrones pálidas. Las hojas miden 2-7 cm de largo y ancho, son palmadas lobuladas con cinco lóbulos, cuando son joven en la primavera, tienen una fuerte olor resinoso. Las flores se producen en primavera temprana al mismo tiempo que emergen las hojas, las inflorescencias en racimos de 3-7 cm de largo contienen de 5-30 flores; cada flor es 5-10 mm de diámetro, con cinco pétalos de color rojo o rosa. El fruto es una baya ovalada de color púrpura oscuro de 1 cm de largo, comestible, pero con un sabor insípido.

## Cultivo
Ribes sanguineum y sus variedades y cultivares son un arbusto de jardín muy popular, que se cultiva por las flores coloridas y perfumadas en primavera y por apoyo del hábitat de los pájaros. Fue introducido en el cultivo en el siglo XIX por el botánico David Douglas.

## Taxonomía
Ribes sanguineum fue descrita por Frederick Traugott Pursh y publicado en Flora Americae Septentrionalis; or, . . . 1: 164. 1814[1813].
Etimología
Ríbes: nombre genérico que según parece proce del árabe rabas; en persa rawas y rawash = nombre en oriente de un ruibarbo (Rheum ribes L., poligonáceas). Se afirma que ribes figura por primera vez en occidente en la traducción que Simón Januensis hizo, en la segunda mitad del siglo XIII, del libro de Ibn Sarab o Serapión –Liber Serapionis aggregatus in medicinis simplicibus...– y que este nombre fue adoptado por las oficinas de farmacia. En todo caso, se aplicó a plantas diferentes, cuales son los groselleros (Ribes sp. pl.), quizá por sus frutos ácidos y por sus propiedades medicinales semejantes.
sanguineum: epíteto latíno que significa "de color sangre"
Variedades;
- var. glutinosum
- var. sanguineum[4]

Sinonimia
- Calobotrya sanguinea (Pursh) Spach
- Coreosma sanguinea (Pursh) Spach	[5]

var. glutinosum (Benth.) Loudon
- Ribes glutinosum Benth.

var. melanocarpum (Greene) Jeps.
- Ribes glutinosum var. melanocarpum Greene